# Афонский, Алексей Петрович
Алексе́й Петро́вич Афо́нский (1 [13] февраля 1860 — 1929) — священник Русской православной Церкви, протоиерей Ново-Алексеевского монастыря в Красном селе Москвы.
Последний священник Ново-Алексеевского монастыря.

## Биография
Алексей родился в Московской губернии в семье Анны Павловны и Петра Борисовича Афонского. Отец служил диаконом в храме на Георгиевском погосте Клинского уезда. Дед Алексея — Борис Иванович Успенский — занимал должность причетника при церкви св. Николая в Сергиевом Посаде.
По окончании в 1880 году курса наук в Вифанской духовной семинарии в 1881 году Алексей Афонский поступил в число студентов Московской Духовной Академии.
28 июля 1886 года он был рукоположен во священника к храму Покрова Пресвятой Богородицы в Красном Селе.
После окончания Московской духовной академии он получил звание кандидата богословия и был рукоположен во иерея.
с 15 сентября 1889 по 1 сентября 1893 года Афонский безвозмездно работал в должности законоучителя в Московском Максимилиановском детском приюте.

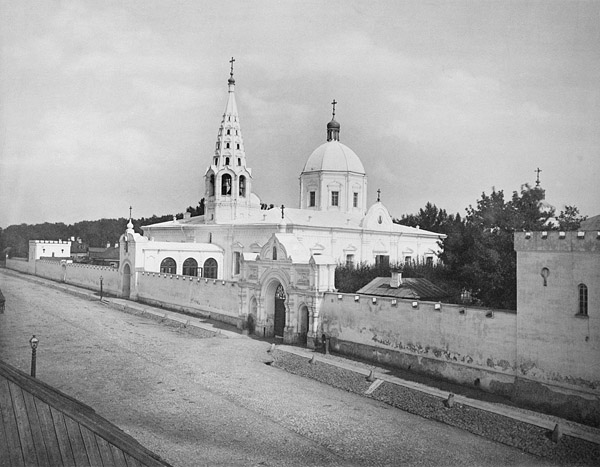
Крестовоздвиженская церковь при Алексеевском монастыре, в которой Алексей Афонский служил настоятелем

С 1 сентября 1892 года был законоучителем в училище при московском Алексеевском Девичьем монастыре.
С 10 декабря 1893 года по 1913 год Афонский был смотрителем Дома успокоения духовных лиц при Покровской церкви в Красном Селе..
В 1895 году «пожалован 50 рублями за чтение Святого Евангелия у гроба в Бозе почившего императора Александра III».
С апреля 1896 года по сентябрь 1897 он занимал должность преподавателя закона Божия в вечерней школе с воскресными классами при одной из московских фабрик.
16 октября 1897 года Афонский был избран членом-сотрудником Императорского Православного Палестинского Общества.
с 1899 года Афонский был назначен попечителем церковно-приходской школы в погосте Георгиевском. Заведующим этой школы был его брат Иоанн Афонский,
В 1903 году о. Алексей был переведен в соседний с Покровской церковью Алексеевский женский монастырь, где он и прослужил до конца своих дней.
12 мая 1909 года митрополит Московский Владимир назначил Афонского настоятелем Крестовоздвиженской церкви при Алексеевском монастыре.
1910 года Афонский несколько раз избирался в члены благочиннического совета сроком на 3 года.

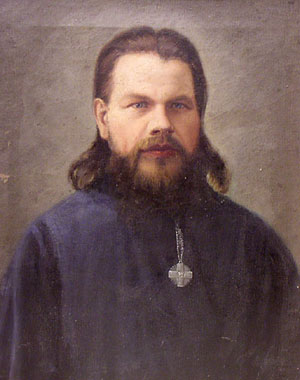
Портрет Алексея Афонского

18 мая 1911 года он был возведен в сан протоиерея.
С 1914 года Афонский был утвержден членом столичного отделения Московского епархиального училищного совета.
После революции Афонский оставался священником, по улицам всегда ходил в рясе. В 1924 года он был избран председателем приходского совета «Всехсвятского религиозного общества при церкви Всех Святых в Алексеевском монастыре».
Алексей Афонский умер он в 1929 году в больнице у своего друга-врача, за несколько месяцев до запланированного ареста. Проститься со священником пришло большое количество людей.

## Семья
У Алексея Афонского была сестра и семь братьев. Все братья стали священниками, кроме одного, умершего в молодом возрасте еще семинаристом.
Николай (1851-?) служил в церкви великомученика Димитрия Солунского в селе Аксеново, Евгений (1864-?) — в Преображенском храме села Спас-Заулок Клинского уезда, Михаил (?-1925) — в Свято-Духовской церкви в Паричах, Иоанн (1867–1942) — на Георгиевском погосте, Сергей — в церкви Воскресения Словущего в селе Воскресенском, Павел (1849/1850-1917) — в Екатерининском соборе города Минска. Сестра Екатерина была выдана замуж тоже за будущего священника.
Жена Афонского — Олимпиада Львовна (1868 — ~1902/1903), воспитанница приюта, умерла вскоре после рождения дочери Ольги. Сын Владимир (1888—1919) стал врачом, дочери Александра (1896—1992) и Ольга (1900—1976) стали учительницами. Дети воспитывались в семье, но поскольку очень рано остались без матери, много времени проводили вместе с матерью-игуменьей. Для своей семьи Афонский построил в Москве деревянный дом с большим садом на Верхней Красносельской улице

## Награды
В 1890 году с формулировкой «за ревностное служение церкви Божией» был награждён набедренником.
В 1894 году был награждён бархатной фиолетовой скуфьею, а в 1898 году такой же камилавкой.
В 1904 году труды Афонского были отмечены золотым наперсным крестом. В 1908 году он был награждён орденом св. Анны 3-й степени, а в 1914 году — орденом св. Анны 2-й степени.
В 1919 году ко дню Пасхи «за труды по епархиальному ведомству» он был награждён палицей.

## Фотографии

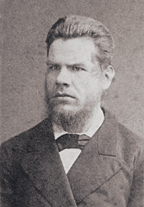
Алексей Афонский, 1880-е годы
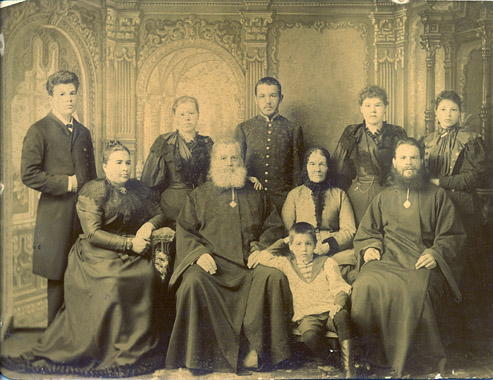
Алексей Афонский (справа), за ним — жена Олимпиада.